# QP–8-as konvoj
A QP–8-as konvoj a második világháború egyik hajókaravánja volt, amely a Szovjetunióból indult nyugatra. A QP kód az irányt (keletről nyugatra), a 8 a konvoj sorszámát jelenti. A 15 kereskedelmi hajó és kísérőik 1942. március 1-jén indultak el Murmanszkból. Nyolcadikán szétszóródtak: öt hajó március 11-én megérkezett az izlandi Hvalfjörðurba, a több Akureyribe ment. A veszteség egy hajó volt.

## A konvoj útja
A flotta vezetője az Empire Selwyn parancsnoka volt. Március 4-én a viharos időben a konvoj szétszóródott, de az Izsora és a Larranga kivételével sikerült ismét összegyűlniük. Két nap múlva újra felbomlott az alakzat, de a konvoj megint összeállt. Március 7-én a hajókaraván mögött nagyjából 160 kilométerre haladó Izsorát elsüllyesztette a Friedrich Ihn német romboló, amely a Tirpitz kíséretéhez tartozott. A német csatahajó és rombolói a PQ-12-es konvojra vadásztak. A hajókaraván március 9-én szétvált, és a hajók Hvalfjörðurban, illetve Akureyriben kötöttek ki.

## A hajók

### Kereskedelmi hajók
| A hajó neve      | Nemzetisége        |
| ---------------- | ------------------ |
| Atlantic         | Egyesült Királyság |
| British Pride    | Egyesült Királyság |
| British Workman  | Egyesült Királyság |
| Cold Harbor      | Panama             |
| El Lago          | Panama             |
| Elona            | Egyesült Királyság |
| Empire Selwyn    | Egyesült Királyság |
| Explorer         | Egyesült Királyság |
| Friedrich Engels | Szovjetunió        |
| Izsora           | Szovjetunió        |
| Larranga         | Egyesült Államok   |
| Noreg            | Norvégia           |
| Revoljucionyer   | Szovjetunió        |
| Tbiliszi         | Szovjetunió        |
| West Nohno       | Egyesült Államok   |

### Kísérőhajók
| A hajó neve    | Nemzetisége        | Típusa        |
| -------------- | ------------------ | ------------- |
| Gremjascsij    | Szovjetunió        | Romboló       |
| Gromkij        | Szovjetunió        | Romboló       |
| HMS Harrier    | Egyesült Királyság | Aknaszedő     |
| HMS Hazard     | Egyesült Királyság | Aknaszedő     |
| HMS Nigeria    | Egyesült Királyság | Könnyűcirkáló |
| HMS Oxlip      | Egyesült Királyság | Korvett       |
| HMS Salamander | Egyesült Királyság | Aknaszedő     |
| HMS Sweetbriar | Egyesült Királyság | Korvett       |